# GABAB receptor
GABAB receptory (GABABR) jsou metabotropní transmembránové receptory pro gama-aminomáselnou kyselinu (GABA), které jsou svázány prostřednictvím G-proteinů s draslíkovými kanály. Změna koncentrace draslíku hyperpolarizuje buňky v závěru akčního potenciálu. Obrácení potenciálu GABAB-zprostředkovaného IPSP je -100 mV, což je mnohem více hyperpolarozované než GABAA IPSP. GABAB receptory se nacházejí v centrální nervové soustavě a v autonomní části periferní nervové soustavy.
Receptory byly poprvé pojmenovány roku 1981, když byla jejich distribuce v CNS určena Normanem Bowerym a jeho týmem pomocí radioaktivně značeného baklofenu.

## Funkce
GABAB receptory mohou stimulovat otevření K+ kanálů, které táhnou neuron blíže k rovnovážnému potenciálu K+. Tím se snižuje frekvence akčních potenciálů, což snižuje uvolňování neurotransmiterů. Proto GABAB receptory jsou inhibiční receptory.
GABAB receptory také snižují aktivitu adenylylcyklázy a Ca2+ kanálů pomocí G-proteinů s Gi/G0 α podjednotkami.
GABAB receptory jsou zapojeny v behaviorálním vlivu ethanolu, kyseliny gama-Hydroxymáselné (GHB), a možná i bolesti. Nedávný výzkum naznačuje, že tyto receptory mohou hrát důležitou vývojovou úlohu.

## Struktura
GABAB receptory jsou podobné ve struktuře s metabotropními glutamátovými receptory. Existují dva podtypy receptorů, GABAB1 a GABAB2, ve formě heterodimerů v neuronální membráně spojené jejich intracelulárními C konci.

## Ligandy

GABA

GHB

### Agonisté
- GABA
- Baklofen je GABA analog, který působí jako selektivní agonista GABAB receptorů, a je používán jako svalový relaxant. Může zhoršit záchvaty, a tak není užíván v léčbě epilepsie.
- Gama-hydroxybutyrát (GHB)
- Fenibut
- Isovalin
- Kyselina 3-aminopropylfosfinová
- Lesogaberan
- SKF-97541: 3-aminopropyl(methyl)fosfinové kyseliny, 10krát účinnější než baklofen jako GABAB agonista, ale také GABAC antagonista

CGP-7930

- CGP-44532

### Pozitivní alosterické modulátory

Phaclofen

SCH-50911

- CGP-7930[11][12]
- BHFF
- Fendilin
- BHF-177[13]
- BSPP
- GS-39783[14]

### Antagonisté
- Homotaurin [15]
- Ginsenosidy [16]
- 2-OH-saklofen
- Saklofen
- Faclofen
- SCH-50911
- 2-Fenylethylamin
- CGP-35348
- CGP-52432: 3-([(3,4-dichlorfenyl)methyl]amino]propyl)diethoxymethyl)fosfinové kyseliny, CAS# 139667-74-6
- CGP-55845: (2S)-3-([(1S)-1-(3,4-dichlorfenyl)ethyl]amino-2-hydroxypropyl)(fenylmethyl)fosfinové kyseliny, CAS# 149184-22-5
- SGS-742 [17][18]